# شان جونغ ميونغ
شان جونغ ميونغ هو ممثل كوري جنوبي ولد في 29 نوفمبر 1980،شارك في دور البطولة في مسلسل من القلب إلى القلب.